# غادفة باترسونية
غادفة باترسونية (الاسم العلمي: Diaptomus pattersonii) هي نوع من القشريات تتبع جنس الغادفة من فصيلة الغادفات.